# Pandeireta

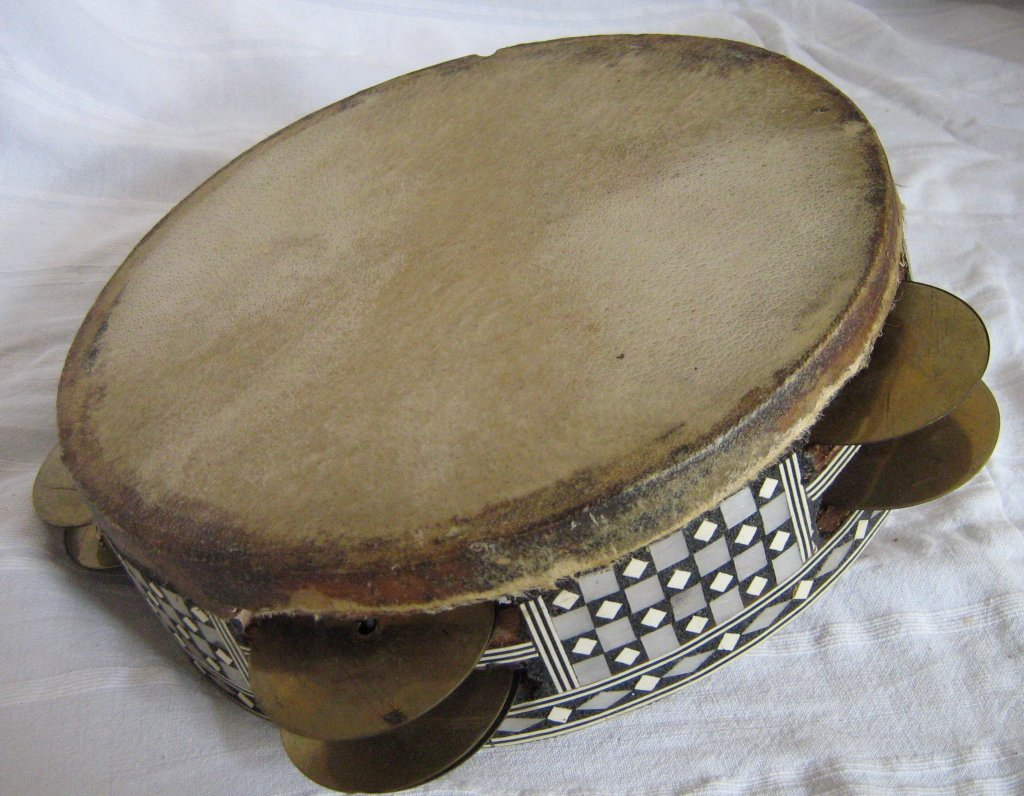
Uma pandeireta árabe.

A pandeireta é um instrumento musical de percussão similar a um pandeiro brasileiro, porém, menor. Usado em músicas tradicionais de vários países  como é o caso da Rússia, Espanha, Portugal, etc. Tem permanecido desde dos tempos romanos. No seu formato mais conhecido a pandeireta é constituída por um aro circular (geralmente de madeira) cujo centro é coberto por uma camada de pele. É constituído ainda por um conjunto de soalhas metálicas, agregadas aos pares.

## Variações
As pandeiretas aparecem em vários formatos e formas apresentado entre si várias diferenças de:
- Formas - Os aros podem ser circulares, semi-circulares, retangulares, triangulares e até geometricamente irregulares.
- Materiais - Os materiais dos aros podem variar entre madeira e plástico e a camada que cobre o aro pode ser de pele ou de plástico.
- Tamanho - As pandeiretas podem ter desde diâmetros de 13cm até 28cm e algumas chegam a atingir 30-40cm de diâmetro, sendo essas chamadas pandeiros.
- Soalhas - As pandeiretas podem incluir desde 2 até 12 pares de soalhas.

## Utilização
As pandeiretas são geralmente usadas em músicas tradicionais e folk, mas podem também ser usadas como instrumento de acompanhamento ou de ritmificação no canto.
A utilização das pandeiretas mais pequenas em Portugal e Espanha está geralmente associada às Tunas Académicas, pois permitem uma maior mobilidade para as acrobacias nos solos de pandeiretas.
Os pandeiros estão geralmente associados à cultura do Brasil, sendo usados no samba e na música tradicional brasileira, pode ser usada tambem na bateria, onde geralmente é presa a estante do Chimbau.

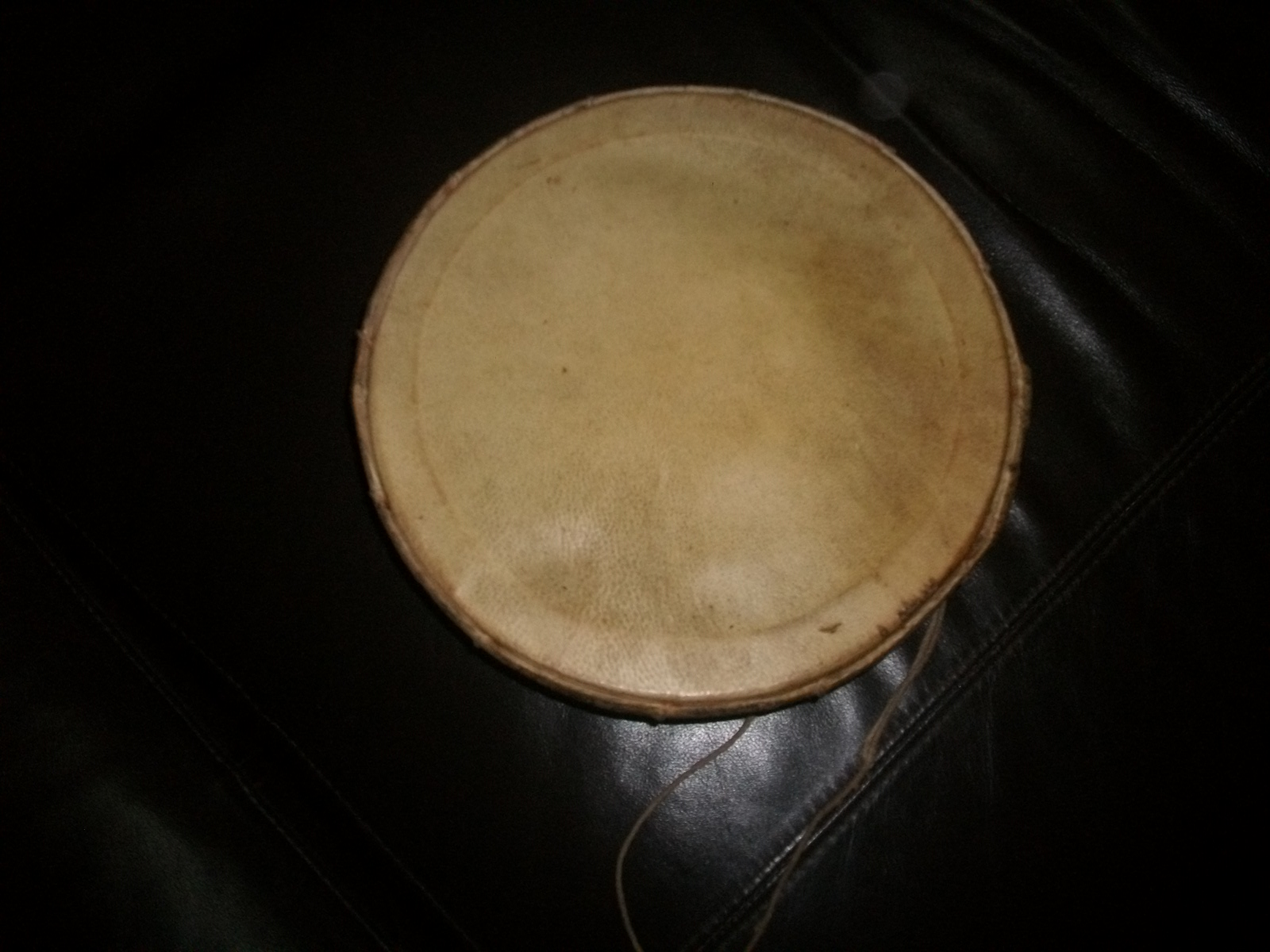
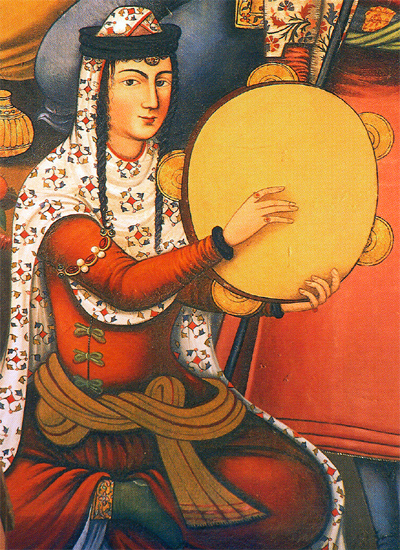

1. ↑  Infopédia. «pandeireta | Dicionário Infopédia da Língua Portuguesa». infopedia.pt - Porto Editora. Consultado em 1 de janeiro de 2023